# Ceriporiopsis vinosa
Ceriporiopsis vinosa är en svampart som beskrevs av Ryvarden 2004. Ceriporiopsis vinosa ingår i släktet Ceriporiopsis och familjen Phanerochaetaceae.   Inga underarter finns listade i Catalogue of Life.